# Philip Houwing
Philippus Abraham Nicolaas Houwing (Amsterdam, 21 oktober 1897 - Den Haag, 27 december 1985) was een Nederlands jurist gespecialiseerd in het privaatrecht.
Houwing, zoon van de Amsterdamse hoogleraar Johannes Houwing, studeerde rechten aan de Universiteit Leiden van 1916 tot 1921. Na zijn afstuderen werd hij advocaat te Rotterdam. In 1939 promoveerde hij cum laude aan de Universiteit Leiden bij Eduard Meijers op het proefschrift Subjectief recht, rechtssubject, rechtspersoon. In datzelfde jaar werd hij benoemd tot hoogleraar aan de Nederlandsche Economische Hogeschool (nu de Erasmus Universiteit Rotterdam); zijn oratie was getiteld Onrechtmatigheid en schuld in art. 1401 BW, over de onrechtmatige daad. In 1942 werd hij bovendien benoemd tot rechter-plaatsvervanger bij de Rechtbank Rotterdam. Van 1947 tot 1949 was Houwing rector magnificus van de NEH; in die hoedanigheid onthulde hij het monument voor de universitaire oorlogsslachtoffers. Kort na het einde van de oorlog werd hij benoemd tot voorzitter van het Commissariaat voor Oorlogsschade, wat hij tot 1950 zou blijven; hij was ook voorzitter van de afdeling rechtspraak van de Raad voor het Rechtsherstel.
Op 17 september 1954 werd Houwing aanbevolen voor benoeming tot raadsheer in de Hoge Raad, ter vervulling van een vacature die was ontstaan door een tijdelijke uitbreiding vanwege de werkzaamheden van Frits de Jong aan het Nieuw Burgerlijk Wetboek (De Jong was lid van het "driemanschap" dat Houwings in dat jaar overleden promotor Meijers was opgevolgd). De Tweede Kamer nam de aanbeveling ongewijzigd over en de benoeming volgde op 15 november. Als raadsheer was hij onder meer betrokken bij het zeer invloedrijke Kelderluik-arrest, waarin de Hoge Raad de critera voor gevaarzetting uiteenzette; hij had het daar in zijn oratie reeds over gehad. Op 1 november 1967 werd aan Houwing ontslag verleend in verband met het bereiken van de 70-jarige leeftijd.
Houwing was gehuwd met Helly Audine Anna Hyde. Hij was ridder in de Orde van de Nederlandse Leeuw en commandeur in de Orde van Oranje-Nassau. Houwing overleed in 1985 op 88-jarige leeftijd.